# 北海道道467号栄浜小清水線
北海道道467号栄浜小清水線（ほっかいどうどう467ごう さかえはまこしみずせん）は、北海道網走市と斜里郡小清水町を結ぶ一般道道（北海道道）である。

## 概要

### 路線データ
- 起点：北海道網走市栄（国道334号交点）
- 終点：北海道斜里郡小清水町字浜小清水（国道244号交点）
- 路線延長：9.6 km

## 歴史
- 1965年（昭和40年）3月26日 - 浦士別浜小清水停車場線として路線認定[1]。
- 2002年（平成14年）9月26日 - 路線名を栄浜小清水線に変更[2]。（起点を国道334号交点に延長、終点をJR北海道 釧網本線 浜小清水駅前から国道244号交点に短縮し、重複区間を解消）

## 地理

### 通過する自治体
- オホーツク総合振興局
  - 網走市
  - 斜里郡小清水町

### 交差する道路
網走市
- 国道334号 - 栄（起点）
- 北海道道246号小清水女満別線 - 浦士別

小清水町
- 国道244号 - 浜小清水（終点）

### 沿線にある施設など
- 濤沸湖